# 赤条狡蛛
赤條狡蛛（學名：Dolomedes saganus）為盜蛛科狡蛛屬的動物。分佈於日本、台灣島以及中國大陸的山東等地，常生活於山地灌木叢及農田。該物種的模式產地在日本。